# Pasmajärvi (sjö i Finland, Lappland, lat 67,12, long 24,40)
Pasmajärvi är en sjö i Finland. Den ligger i kommunen Kolari i landskapet Lappland, i den norra delen av landet, 800 km norr om huvudstaden Helsingfors. Pasmajärvi ligger 164 meter över havet. Den är 4,01 meter djup. Arean är 8,38 kvadratkilometer och strandlinjen är 23,08 kilometer lång. Sjön  ingår i Torne älvs huvudavrinningsområde.   Den sträcker sig 5,0 kilometer i nord-sydlig riktning, och 5,2 kilometer i öst-västlig riktning.
I övrigt finns följande i Pasmajärvi:
- Vaarasaari (en ö)
- Pajusaari (en ö)
- Kuussaari (en ö)

I övrigt finns följande vid Pasmajärvi:
- Nuottajoki (ett vattendrag)